# Distylium annamicum
Distylium annamicum là một loài thực vật có hoa trong họ Hamamelidaceae. Loài này được (Gagnep.) Airy Shaw miêu tả khoa học đầu tiên năm 1963.